# Henry Dreyfuss

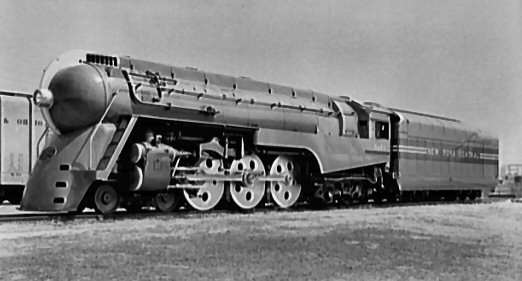
Stromlinienförmige Dampflokomotive Baureihe NYC J-3a (Hudson) für den Nachtexpresszug 20th Century Limited

Henry Dreyfuss (* 2. März 1904 in Brooklyn, New York; † 5. Oktober 1972 in South Pasadena, Kalifornien) war ein US-amerikanischer Produktdesigner und wichtiger Vertreter des Art-déco-Stils Streamline-Moderne.
Als einer der berühmtesten Produktdesigner der 1930er- und 1940er-Jahre beeinflusste Dreyfuss das Aussehen und die Bedienbarkeit von zahlreichen Konsumgütern. Im Gegensatz zu Raymond Loewy und anderen zeitgenössischen Designern war er nicht nur am Aussehen seiner Produkte interessiert, sondern löste Designprobleme mittels gesundem Menschenverstand und wissenschaftlichen Ansätzen. Sein Werk machte die Dienstleistung des Produktdesigns populär und lieferte einen entscheidenden Beitrag zu den damit zusammenhängenden Aspekten der Ergonomie, Anthropometrie und Menschlichen Faktoren.
Bis 1920 machte Dreyfuss eine Ausbildung bei dem Theaterdesigner Norman Bel Geddes, seinem späteren Konkurrenten. 1929 eröffnete er seinen eigenen Betrieb für Theater- und Produktdesign (heute: Henry Dreyfuss Associates).

## Werke (Auswahl)
- 1930: Tischtelefon Model 302 von Western Electric für Bell Laboratories, produziert von 1937 bis 1950
- 1936: Staubsauger Model 150 von Hoover
- 1938: Hudson-Stromlinienlokomotiven und Reisezugwagen für den 20th Century Limited der New York Central Railroad
- 1938: zwei Traktoren (Model A und Model B) für John Deere
- 1939: die berühmte Democracity-Modellstadt der Zukunft auf der Weltausstellung in New York
- 1949: Tischtelefon Model 500, welches noch bis in die 1990er-Jahre produziert wurde

1955 schrieb Dreyfuss seine Autobiografie "Designing for People" (ISBN 978-1-58115-312-5), 1960 veröffentlichte er mit "The Measure of Man", ein Standardwerk der Ergonomie.
Henry Dreyfuss war der erste Präsident der IDSA Industrial Designers Society of America.
1972 beging Dreyfuss zusammen mit seiner unheilbar erkrankten Frau Suizid.